# Brachymenium rigidum
Brachymenium rigidum là một loài Rêu trong họ Bryaceae. Loài này được Broth. & Paris mô tả khoa học đầu tiên năm 1907.